# Armáda Republiky Arcach

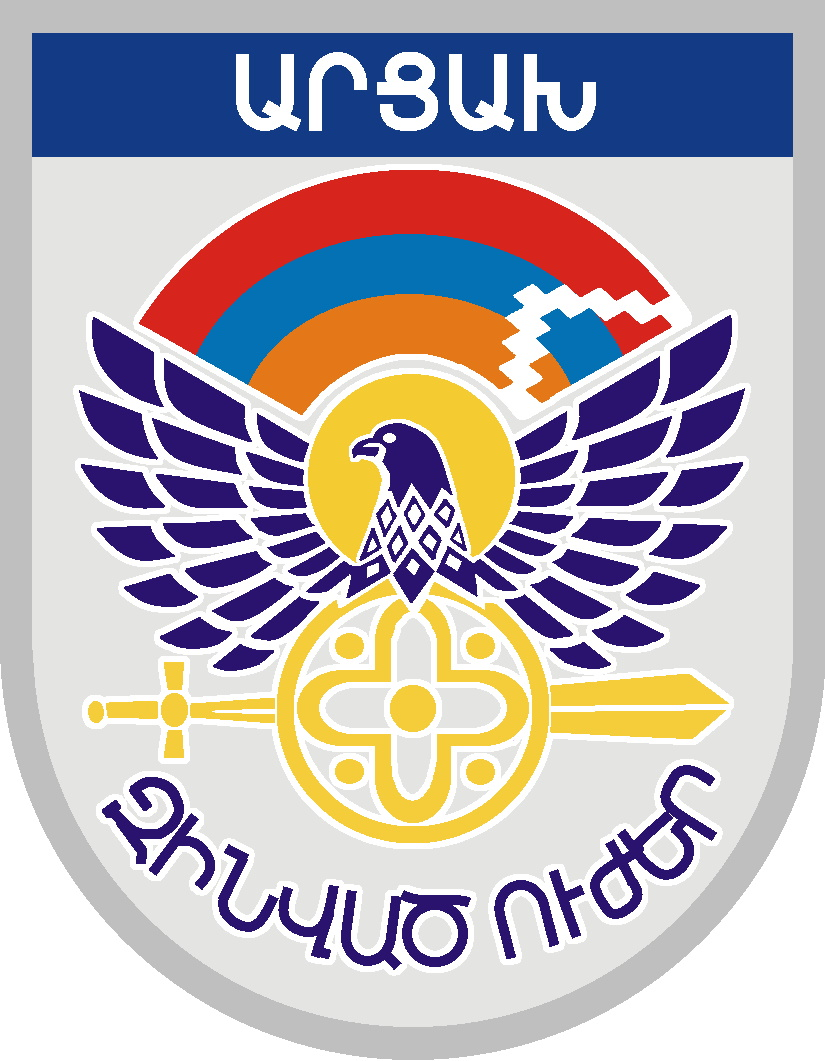
Znak armády NKR

Armáda Republiky Arcach (arménsky Արցախի Հանրապետության պաշտպանության բանակ, latinkou: Arcachi Hanrapetut’jan paštpanut’jan banak) představovala ozbrojené síly tohoto mezinárodně neuznaného státu, jež existovala od roku 1992 za účelem sjednocení různých bojových uskupení bojujících za účelem ochrany arménsky hovořícího obyvatelstva v Náhorním Karabachu proti sovětským jednotkám a jednotkám čerstvě nezávislého Ázerbájdžánu. Rozpuštěna byla dne 20. září 2023 při jednodenním obnoveném konfliktu poté, kdy se republika Arcach vzdala.
Disponovala silou minimálně 18 000 mužů (objevuje se i údaj přes 22 000 vojáků). Vzhledem k počtu obyvatel Arcachu bylo možné, že velkou část fakticky tvořily útvary arménské armády. Tomu nasvědčovaly i těžká výzbroj, která vedle tanků T-72 a T-55, obrněnců sérií BMP (BMP-1 a BMP-2) a BTR, houfnic nebo raketometů Grad zahrnovaly i mobilní protiletadlové raketové komplexy, balistické střely Scud či několik letounů Su-25 a vrtulníků Mi-24. Vysoké napětí v regionu dokládal mj. fakt, že jedna z těchto helikoptér byla 12. listopadu 2014 sestřelena protivzdušným systémem ázerbájdžánské armády. Přestřelky s ázerbájdžánskými vojsky byly běžné po celou dobu existence této armády a někdy docházelo také k nasazení dělostřelectva.
Ročenka World Air Forces 2016 uváděla pro „NAGORNO-KARABAKH DEFENCE ARMY AIR FORCE“ pět vrtulníků Mil Mi-8, pět vrtulníků Mi-24 a dva letouny Su-25.